# Онтеньенте (футбольный клуб)
«Онтеньенте» (исп. Ontinyent Club de Fútbol, Ontinyent CF) — бывший испанский футбольный клуб из одноимённого города, в провинции Валенсия в одноимённом автономном сообществе. Клуб основан в 1931 году, домашние матчи проводил на стадионе «Эль Клариано» (исп. Estadio Municipal El Clariano), вмещающем 5 000 зрителей. В Примере команда никогда не выступала, лучшим результатом является 9-е место в Сегунде в сезоне 1969/70.

## История
5 августа 1923 года Даниэль Гильем и Франсиско Серда основали первый футбольный клуб в Онтеньенте — «Депортиво Онтеньенте» (исп. Club Deportivo Onteniente). На территории, принадлежащей фабрике Ла Фаринера, был возведен стадион «Эль Клариано».
В 1931 году клубы «Депортиво Онтеньенте» и «Идеал» объединились, 30 марта 1931 года был официально зарегистрирован клуб «Онтеньенте» (исп. Onteniente Foot-ball Club).
10 января 1951 года открывается новый стадион «Эль Клариано», на котором команда играет и по сей день. В 2001 году он пережил реконструкцию.
В 1955 году клуб выходит в Терсеру.
В 1963 году команда пробивается в Сегунду, одолев по итогам стыковых матчей «Эйбар» и «Испанию». Успеха добились футболисты Хуан Морено, Сориано, Сальвадор Канет, Антонио Убеда, Сальвадор Болинчес, Антонио Бисбаль, Мигель Паскуаль, Паскуаль Льясер, Карбонель, Энгуиданос, Бенейто, Гандия, Мигель, Молина и Рихарт под руководством известного футболиста Маноло Алепуса

## Сезоны по дивизионам
- Сегунда — 5 сезонов
- Сегунда B — 15 сезонов
- Терсера — 41 сезон

## Достижения
- Терсера
  - Победитель (2): 1962/63, 1967/68

## Главные тренеры
- Маноло Алепус (—1963)
- Франсиско Ройг Салаверт (1963—1964, 1968—1969)
- Десидерио Эрреро (1964)
- Рохелио Сантьяго (1964—1965)
- Морера (1969—1971)
- Васкес (1974)
- Кайетано Ре (1978—1980)
- Пако Парреньо (1984—1985)
- Бенито Флоро (1986—1987)
- Пепе Мартинес (1997—1998)
- Пепе Арока (2002, 2003)
- Фернандо Маэстре (2003—2005)
- Тони Апарисио (2006—2011)
- Роберто Гранеро Гранеро (2011—2013)
- Нино Лема (2013—2014)